# Demografía de Brasil
Con una densidad de población de 22,5 habitantes por kilómetro cuadrado, Brasil es uno de los países más poblados del mundo. 

## Población

### Población total
218 668 000 habitantes (2024 est.)

### Proyecciones bajo diferentes escenarios de fertilidad
Tasas de Crecimiento Anual
- Alta fertilidad: 1.0%
- Media fertilidad: 0.5%
- Baja fertilidad: 0.1%

| Año  | Alta Fertilidad | Media Fertilidad | Baja Fertilidad | Fuente |
| ---- | --------------- | ---------------- | --------------- | ------ |
| 2030 | 226 103 792     | 219 470 409      | 214 281 199     | [ 5 ]  |
| 2040 | 249 759 251     | 230 694 155      | 216 433 679     | [ 5 ]  |
| 2050 | 275 889 595     | 242 491 884      | 218 607 781     | [ 5 ]  |
| 2060 | 304 753 750     | 254 892 951      | 220 803 723     | [ 5 ]  |
| 2070 | 336 637 736     | 267 928 210      | 223 021 723     | [ 5 ]  |
| 2080 | 371 857 491     | 281 630 095      | 225 262 003     | [ 5 ]  |
| 2090 | 410 762 012     | 296 032 695      | 227 524 787     | [ 5 ]  |
| 2100 | 453 736 807     | 311 171 846      | 229 810 301     | [ 5 ]  |

## Perfil demográfico
El rápido descenso de la fecundidad en Brasil desde la década de 1960 es el principal factor que explica la ralentización de la tasa de crecimiento de la población, el envejecimiento de la población y la rápida transición demográfica del país. 
Brasilia no ha aprovechado plenamente su gran población en edad de trabajar para desarrollar su capital humano y fortalecer sus instituciones sociales y económicas, pero está financiando un programa de estudios en el extranjero para traer al país trabajadores cualificados. La actual estructura de edad favorable empezará a cambiar en torno al 2025, con la reducción de la población activa y el aumento de la proporción de personas mayores en la población total. Las pensiones públicas bien financiadas casi han eliminado la pobreza entre los ancianos, y Bolsa Familia y otros programas sociales han sacado a decenas de millones de personas de la pobreza. Más de la mitad de la población brasileña se considera de clase media, pero los niveles de pobreza y desigualdad de ingresos siguen siendo elevados; el noreste, el norte y el centro-oeste, las mujeres y las poblaciones negras, mestizas e indígenas se ven afectadas de forma desproporcionada. La disparidad de oportunidades fomenta la exclusión social y contribuye a la elevada tasa de criminalidad de Brasil, sobre todo de delitos violentos en las ciudades y favelas.
Brasil ha sido tradicionalmente un receptor neto de inmigrantes, siendo el sureste su principal destino. Tras la prohibición de importar esclavos africanos a mediados del siglo XIX, Brasil buscó europeos (italianos, portugueses, españoles y alemanes) y más tarde asiáticos (japoneses) que trabajasen en la agricultura, especialmente en el cultivo del café. Los inmigrantes recientes proceden principalmente de Argentina, Chile y los países andinos (muchos son inmigrantes ilegales no cualificados) o son ciudadanos brasileños que regresan. Desde el declive económico de Brasil en la década de 1980, la emigración a Estados Unidos, Europa y Japón ha aumentado, pero es insignificante en relación con la población total de Brasil. La mayoría de estos emigrantes tienen un buen nivel educativo y son de clase media. Menos campesinos brasileños emigran a los países vecinos para trabajar en la agricultura.

## Indicadores básicos
Brasil tiene una baja densidad de población, de 25 habitantes por km², por debajo de la media del planeta y mucho menor que otros países de similar población, como Japón (337 habitantes por km²). La distribución de la población en Brasil es muy desigual, con una concentración en las zonas costeras, especialmente en el sudeste y el noreste del país. Otro núcleo importante es la región de los estados del sur. Las zonas menos pobladas se encuentran en el Centro-Oeste y en el Norte. 
Hasta hace poco, la tasa bruta de natalidad en Brasil era baja con un nivel similar al de los países en desarrollo. Sin embargo, hubo una disminución significativa en los últimos años, que puede ser explicada por la disminución de la población urbana –registrándose más nacimientos debido a la paulatina incorporación de la mujer en el mercado laboral– y a la difusión del control de la natalidad. Por otra parte, el costo social del mantenimiento y educación de los niños es muy alta, especialmente en las zonas urbanas. Así se ha experimentado una reducción de la tasa del 8,9‰ en 2001 a un 3,1‰ en 2017 (Fuente: I.B.G.E.). 
Desde la década de 1940, la tasa bruta de mortalidad de Brasil también ha disminuido, lo que refleja una serie de mejoras, como la expansión de los servicios médicos y las campañas de la vacunación en las zonas periféricas, así como el aumento cuantitativo de la asistencia médica y hospitalaria. La tasa bruta de mortalidad fue del 6,2‰ en 2008, alcanzándose un crecimiento vegetativo del 7,65‰ (0,72%). De esta manera se consolida una baja constante desde 2001 del crecimiento natural de la población, donde este indicador rondaba ese año el 14,0‰ (1,4%).
Existe poca contribución de la migración internacional al crecimiento de la población brasileña. En tanto, en la migración interna se observa una importante afluencia de brasileños de los estados del noreste hacia los más desarrollados del sureste.
Brasil tiene una tasa de mortalidad infantil del 11,39‰ en 2019, entre las más bajas que en otros países de región como Bolivia, Paraguay . Sin embargo, hay variaciones de este indicador entre los estados del Norte y Noreste –los más pobres– que tienen las mayores tasas de mortalidad infantil del país, la cual disminuye en los estados del Sur.
| Población entre 0 y 14 años  | 19,77 % |
| Población entre 15 y 64 años | 69,72 % |
| Población de 65 años o más   | 10,51 % |

La esperanza de vida (2020) es de 77,12 años –73,58 años para los hombres y 80,66 para las mujeres– según el I.B.G.E.
La tasa global de fecundidad también se ha reducido de manera significativa en la última década pasando de 2,78 hijos por mujer en 1998 a 1,63 en 2019. Brasil siempre ha ostentado bajas tasas de fecundidad, ya que hacia mediados del siglo XX la tasa era de 6 hijos por mujer, con una importante reducción, como ha ocurrido en la mayoría de los países en desarrollo. Los niveles más bajos de fecundidad se encuentran en los estados de São Paulo y Río de Janeiro con una tasa superior a 1,35 hijos por mujer, al mismo nivel que los países europeos.
La tasa de urbanización es del 89% en 2019 contra un 79,6% de 1998, confirmándose un paulatino crecimiento de la urbanización del país.
El nivel de alfabetización alcanza casi el 94,31% de la población en 2019.

## Organización territorial
| Estado              | Sigla | Pob. (2020) | Sup. (km²) | Capital        |
| ------------------- | ----- | ----------- | ---------- | -------------- |
| Acre                | AC    | 838000      | 153149     | Rio Branco     |
| Alagoas             | AL    | 3473000     | 27933      | Maceió         |
| Amapá               | AP    | 789000      | 143453     | Macapá         |
| Amazonas            | AM    | 3399000     | 1577820    | Manaos         |
| Bahía               | BA    | 14561000    | 567295     | Salvador       |
| Ceará               | CE    | 8472000     | 146348     | Fortaleza      |
| Espírito Santo      | ES    | 3448000     | 46184      | Vitória        |
| Goiás               | GO    | 5870000     | 341289     | Goiânia        |
| Maranhão            | MA    | 6400000     | 333365     | São Luís       |
| Mato Grosso         | MT    | 3010000     | 906806     | Cuiabá         |
| Mato Grosso do Sul  | MS    | 2372000     | 358158     | Campo Grande   |
| Minas Gerais        | MG    | 21904000    | 588383     | Belo Horizonte |
| Pará                | PA    | 7367000     | 1253164    | Belém          |
| Paraíba             | PB    | 3794000     | 56584      | João Pessoa    |
| Paraná              | PR    | 10605000    | 199709     | Curitiba       |
| Pernambuco          | PE    | 8745000     | 98937      | Recife         |
| Piauí               | PI    | 3164000     | 252378     | Teresina       |
| Río de Janeiro      | RJ    | 15685000    | 43909      | Río de Janeiro |
| Rio Grande do Norte | RN    | 3153000     | 52796      | Natal          |
| Rio Grande do Sul   | RS    | 10860000    | 269153     | Porto Alegre   |
| Rondônia            | RO    | 1519000     | 238512     | Porto Velho    |
| Roraima             | RR    | 605761      | 225116     | Boa Vista      |
| Santa Catarina      | SC    | 6091000     | 95442      | Florianópolis  |
| São Paulo           | SP    | 46289333    | 248808     | São Paulo      |
| Sergipe             | SE    | 2030000     | 21910      | Aracaju        |
| Tocantins           | TO    | 1303000     | 278420     | Palmas         |
| Distrito Federal    | DF    | 2526000     | 5822       | Brasilia       |

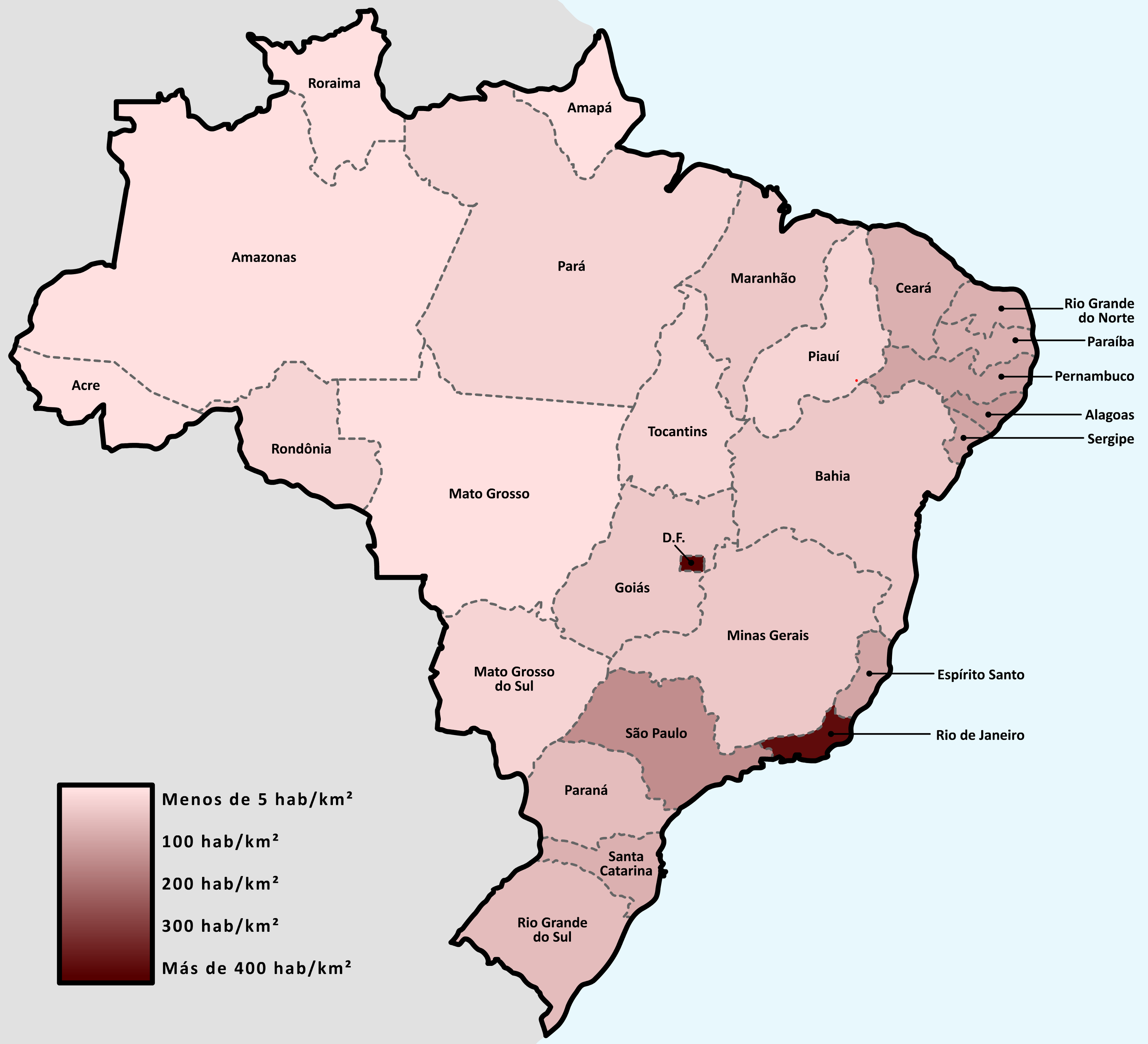
Densidad de población por estados (2019).

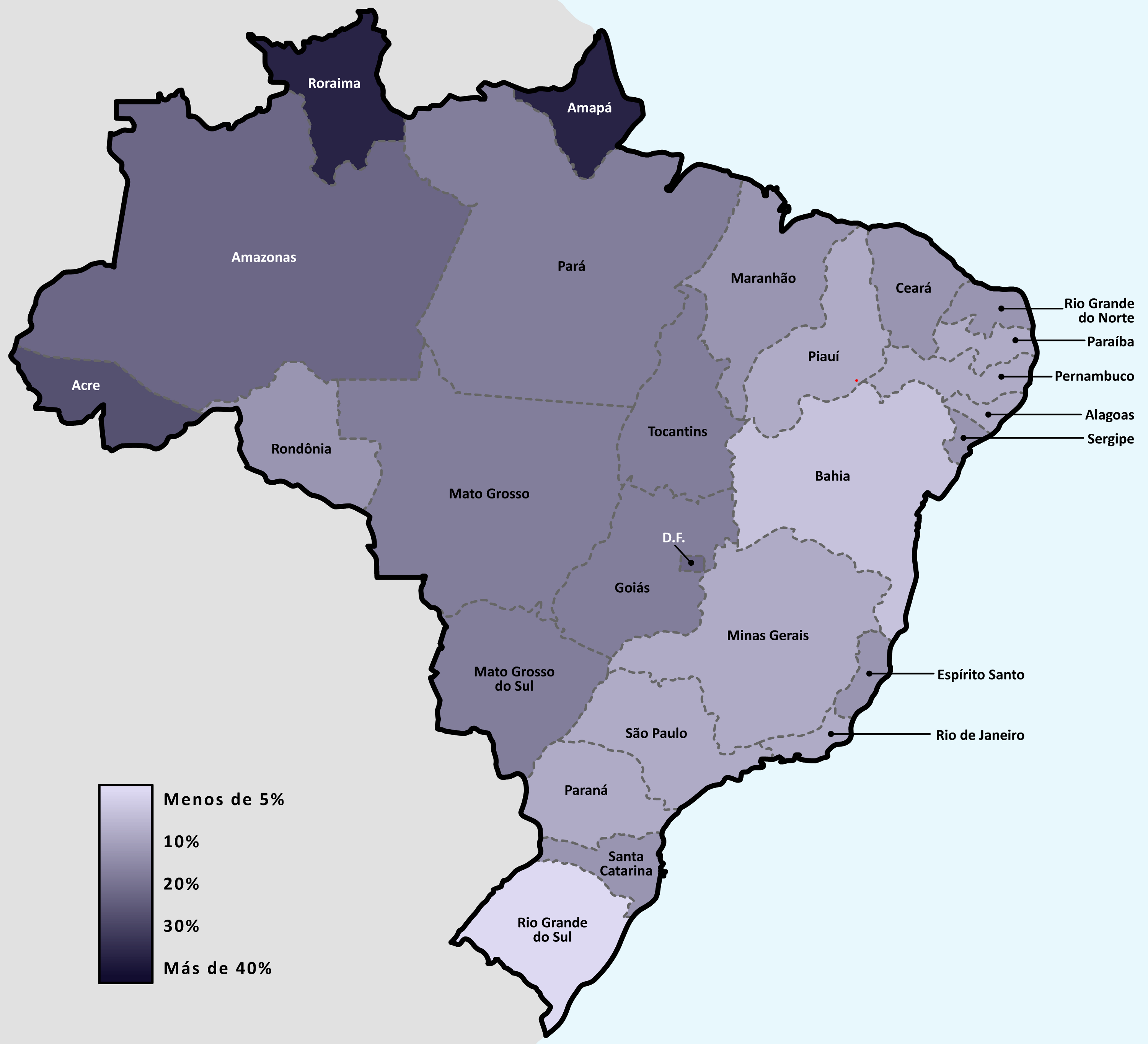
Crecimiento de población por estados 2000-2010.

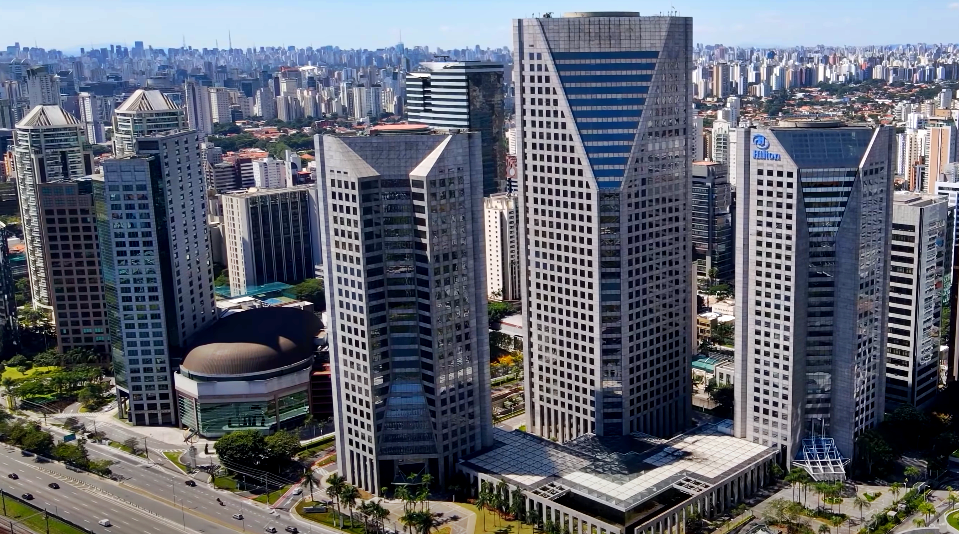
São Paulo, capital del Estado de São Paulo.

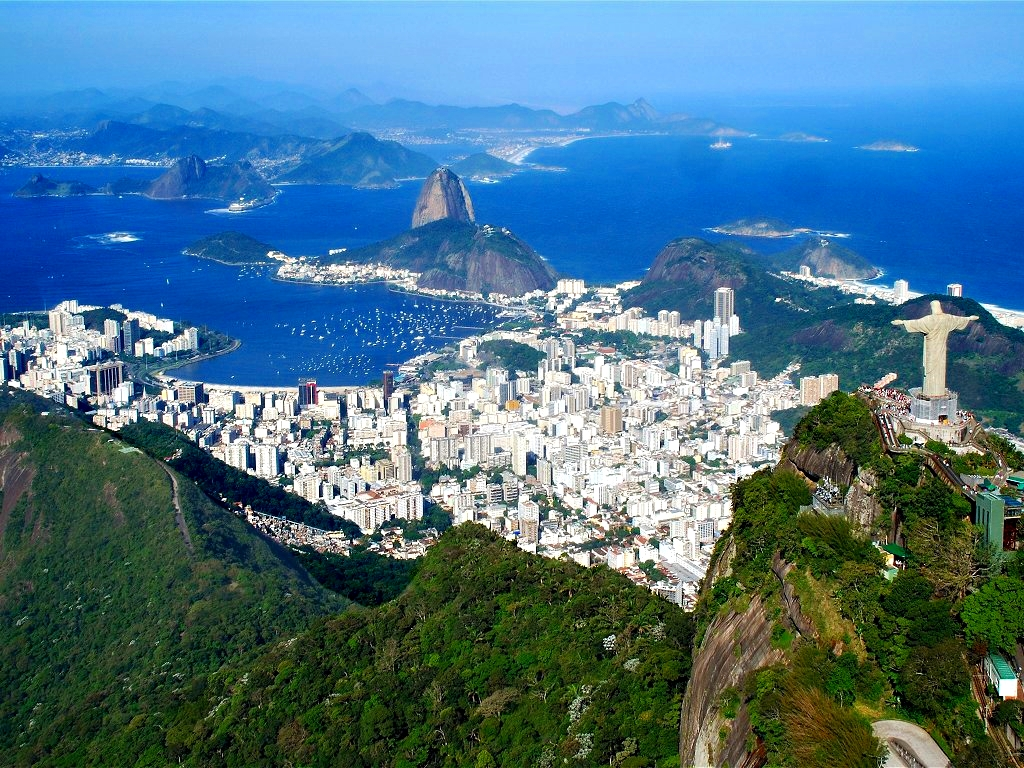
Río de Janeiro, capital del Estado de Río de Janeiro.

Debido a su gran población, Brasil cuenta con tres megaciudades (est. 2019):
- La Región Metropolitana de São Paulo con aproximadamente 29.000.000 habitantes, en una superficie de 8.051 km². De esta manera, es la megalópolis más grande en extensión y en población de América Latina.
- La Región Metropolitana de Río de Janeiro también una megalópolis, cuenta con 13.217.000 habitantes.
- La Región Metropolitana de Belo Horizonte con aproximadamente 6.984.000 habitantes.

### Ciudades más pobladas
| 1 | São Paulo      | São Paulo        | 12 037 593 | 11 | Porto Alegre          | Rio Grande do Sul | 1 436 123 |
| 2 | Río de Janeiro | Río de Janeiro   | 6 186 710  | 12 | Guarulhos             | São Paulo         | 1 299 283 |
| 3 | Salvador       | Bahía            | 2 998 056  | 13 | Goiânia               | Goiás             | 1 281 975 |
| 4 | Brasilia       | Distrito Federal | 3 050 000  | 14 | Campinas              | São Paulo         | 1 064 669 |
| 5 | Fortaleza      | Ceará            | 2 505 552  | 15 | São Luís              | Maranhão          | 997 098   |
| 6 | Belo Horizonte | Minas Gerais     | 2 452 617  | 16 | São Gonçalo           | Río de Janeiro    | 991 382   |
| 7 | Curitiba       | Paraná           | 1 851 215  | 17 | Maceió                | Alagoas           | 936 314   |
| 8 | Manaos         | Amazonas         | 1 738 641  | 18 | Duque de Caxias       | Río de Janeiro    | 872 762   |
| 9 | Recife         | Pernambuco       | 1 561 659  | 19 | Nova Iguaçu           | Río de Janeiro    | 865 089   |
| 10 | Belém          | Pará             | 1 437 600  | 20 | São Bernardo do Campo | São Paulo         | 810 979   |
| Fuente: IBGE, estimativa poblacional 2009. Guarulhos y São Bernardo do Campo son parte de la Región Metropolitana de São Paulo. Duque de Caxias, Nova Iguaçu y São Gonçalo son parte de la Región Metropolitana de Río de Janeiro. |                |                  |            |    |                       |                   |           |

## Evolución histórica

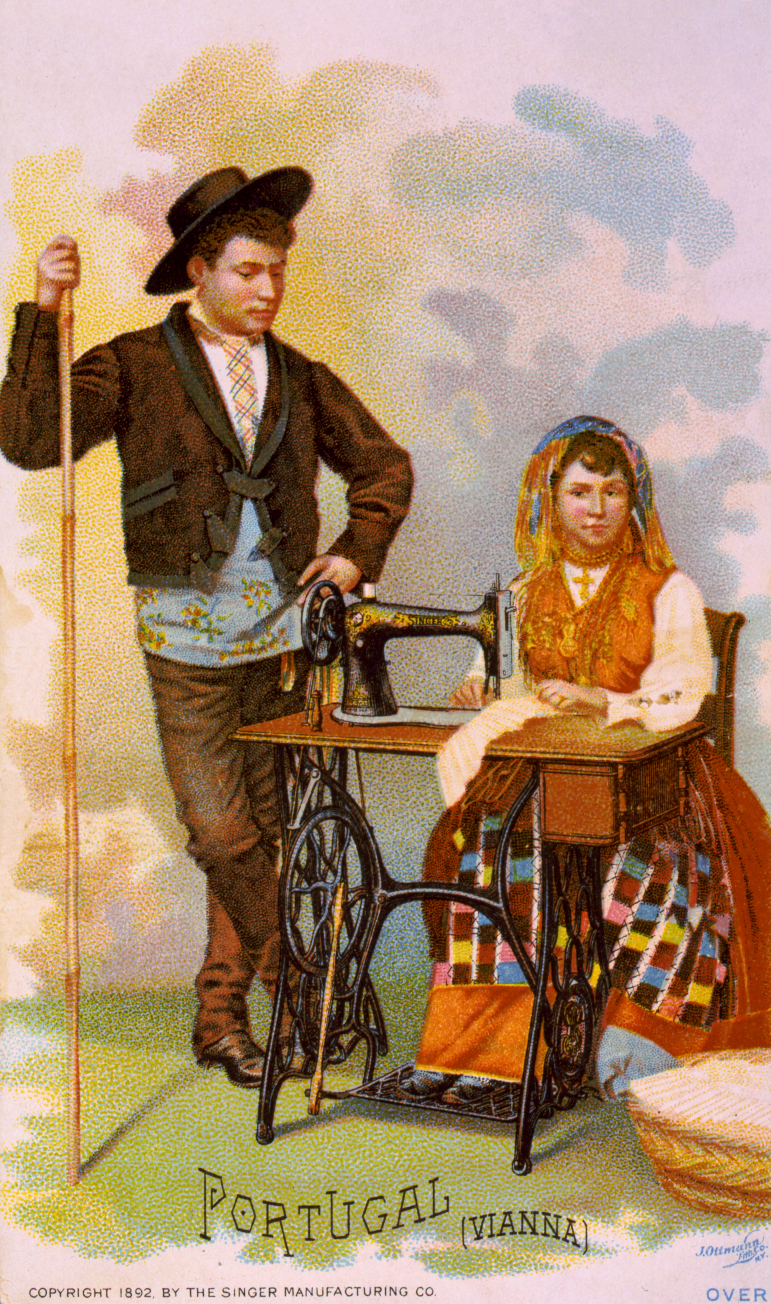
Los portugueses tuvieron fuerte influencia en la población brasileña.

Las diversas estimaciones hablan de una población de entre uno y diez millones de habitantes, de los cuales más de la mitad estaban en la Amazonia. El contacto con los portugueses tuvo fuertes consecuencias sobre su población, que se vio reducida por las pestes, guerras y destrucción de su modo tradicional de vida, además de que gran cantidad de tribus huyeron a la selva del interior. En cien años, la población aborigen cayó a 700.000 individuos con 100.000 miembros de otros grupos étnicos.
Unos dos siglos después, en torno al 1700, la población bajo control era de 300.000 blancos, mestizos, negros, mulatos y zambos, sumándoseles una población total amerindia era cercana a los 950 mil a un millón de individuos. En torno a 1865, en la región amazónica sin colonizar vivían hasta un millón de indígenas. Tras la colonización de la zona quedaban cerca de 80 a 200 mil en 1957. Las enfermedades, la alteración de su modos de vida, los trabajos forzados, los traslados masivos y las masacres fueron las principales causas de la caída demográfica. A pesar de ello, la protección dada por el Estado brasileño ha permitido cierta recuperación y el reconocimiento de personas y comunidades. En 1992, las Naciones Unidas les estimaban en 1.500.000.
La población de mayoría indígena cambio con la inmigración masiva de portugueses, el mayor número de esclavos exportados desde África, la asimilación de mestizos y amerindios y la colonización del Bajo Amazonas, que costaría un gran número de vidas indígenas. Entre 1500 y 1700 ingresarían a la colonia unos 100.000 portugueses, muchos de ellos varones jóvenes que se casaron con mujeres indígenas. La inmigración masiva se daría en el siglo XVIII cuando unos 600.000 lusitanos, familias enteras, se establecieron, sobre todo para trabajar en las minas de oro recientemente descubiertas. Tras la independencia, se liberó el ingreso de inmigrantes de origen europeo al país: dos millones lo hicieron a fines del siglo XIX y otros 2,2 millones en las primeras tres décadas del siglo XX. Por ello, durante gran parte del siglo la población brasileña fue clasificada de mayoría blanca, ya que con esta inmigración se produjo un importante proceso de blanqueamiento de gran parte de la población mestiza y mulata.
El caso de la inmigración forzada de africanos fue aún mayor. Entre 1550 y 1800, se introdujeron para trabajar principalmente en las plantaciones y sobrevivieron 2,2 a 3 millones de esclavos, de los que al menos 1.400.000 eran de Angola, 600.000 del Congo y cien de mil de otras regiones. Debido a la alta mortalidad anual (10 %), su crecimiento era muy lento y se debía a la llegada de nuevos embarques. Mientras que en el siglo XVII se introdujo a dos millones de negros, a los que se les sumaban 100 mil del siglo anterior, para la centuria siguiente la cifra era de un par más de millones individuos y 1.500.000 en la primera mitad del siglo XIX. A pesar de que un gran porcentaje murió en trabajos forzados, cuando se produjo la independencia más de la mitad de la población era negra y esclava.
Brasil fue la región de América que más esclavos recibió. Otras estimaciones hablan de 50.000 llegados en el siglo XVI, 500.000 en el XVII y 1.700.000 en el XVIII. Para 1800 el aporte africano total era de 2,5 millones de almas en la colonia lusitana frente al millón o millón y medio de los territorios españoles. En el caso del Caribe, 610.000 negros llegaron a Jamaica y 700.000 a Cuba, pero un gran porcentaje de ellos murió.
La gran mayor parte de los africanos eran hombres adultos (~75 %), y con una expectativa de vida muy baja.
Población precolombina de Brasil:
| Autor                                                   | Región y/o etnia              | Población           |
| ------------------------------------------------------- | ----------------------------- | ------------------- |
| Neto (1996)                                             | Brasil                        | >6.000.000          |
| Ibíd.                                                   | Cauce del Amazonas            | 1.500.000           |
| Ibíd.                                                   | Otras regiones de la Amazonía | 1.000.000           |
| Ibíd.                                                   | Sur de Brasil hasta São Paulo | 1.000.000           |
| Ibíd.                                                   | Centro y Nordeste             | 600.000-800.000     |
| IBGE (2000) Hemming (1978)                              | Brasil                        | 2.431.000           |
| Ibíd.                                                   | Amazonía                      | 950.000             |
| Ibíd.                                                   | Nordeste y Centro             | 899.000             |
| Ibíd.                                                   | Sur hasta São Paulo           | 582.000             |
| Denevan (1977)                                          | Brasil                        | 3.625.000           |
| Sapper (1928)                                           | Ibíd.                         | 2.000.000-3.000.000 |
| Clastres (1973)                                         | Ibíd.                         | 3.000.000-4.000.000 |
| Maddison (1999) McEvedy & Jones (1978) Rosenblat (1945) | Ibíd.                         | 1.000.000           |

Estimaciones de la población de Brasil por grupo étnico durante el período colonial (estimaciones principalmente de Rosemblat):
| Año  | Blancos   | Indígenas         | Negros y mulatos | Mestizos | Total               |
| ---- | --------- | ----------------- | ---------------- | -------- | ------------------- |
| 1500 | -         | +1.000.000        | -                | -        | +1.000.000          |
| 1570 | s/i       | 800.000           | s/i              | -        | 850.000             |
| 1600 | 30.000    | 700.000           | 70.000           | -        | 800.000             |
| 1650 | s/i       | 700.000           | s/i              | -        | 950.000             |
| 1700 | 100.000   | 950.000 1.000.000 | 200.000          | -        | 1.250.000 1.300.000 |
| 1819 | 1.360.000 | 696.000           | 2.040.000        | 300.000  | 4.396.000           |
| 1820 | 1.500.000 | 500.000           | 2.500.000        | -        | 4.500.000           |

Evolución de la población de Brasil desde la independencia, datos de los censos realizados por el estado brasileño:
| Año  | Blancos    | Blancos | Pardos (mixtos) | Pardos (mixtos) | Pretos (negros) | Pretos (negros) | Indígena  | Indígena | Amarelos  | Amarelos | Otros     | Otros | Población total |
| ---- | ---------- | ------- | --------------- | --------------- | --------------- | --------------- | --------- | -------- | --------- | -------- | --------- | ----- | --------------- |
| 1872 | 3.787.289  | 38,14%  | 3.801.782       | 38,28%          | 1.954.452       | 19,68%          | 386.955   | 3,90%    |           |          |           |       | 9.930.478       |
| 1890 | 6.302.198  | 43,97%  | 4.638.496       | 32,36%          | 2.097.426       | 14,63%          | 1.295.795 | 9,04%    |           |          |           |       | 14.333.915      |
| 1940 | 26.171.778 | 63,47%  | 8.744.365       | 21,21%          | 6.035.869       | 14,64%          |           |          | 242.320   | 0,59%    | 41.983    | 0,10% | 41.236.315      |
| 1950 | 32.027.661 | 61,66%  | 13.786.742      | 26,54%          | 5.692.657       | 10,96%          |           |          | 329.082   | 0,63%    | 108.255   | 0,21% | 51.944.397      |
| 1960 | 42.838.639 | 61,03%  | 20.706.431      | 29,50%          | 6.116.848       | 8,71%           |           |          | 482,848   | 0,69%    | 46.604    | 0,07% | 70.191.370      |
| 1980 | 64.540.467 | 54,23%  | 46.233.531      | 38,85%          | 7.046.906       | 5,92%           |           |          | 672,251   | 0,56%    | 517,897   | 0,44% | 119.011.052     |
| 1991 | 75.704.927 | 51,56%  | 62.316.064      | 42,45%          | 7.335.136       | 5,00%           | 294.135   | 0,20%    | 630.656   | 0,43%    | 534.878   | 0,36% | 146.815.796     |
| 2000 | 91.298.042 | 53,74%  | 65.318.092      | 38,45%          | 10.554.336      | 6,21%           | 734,127   | 0,43%    | 761,583   | 0,45%    | 1.206.675 | 0,71% | 169.872.856     |
| 2010 | 91.051.646 | 47,73%  | 82.277.333      | 43,13%          | 14.517.961      | 7,61%           | 817.963   | 0,43%    | 2.084.288 | 1,09%    | 6.608     | 0,00% | 190.755.799     |
| 2022 | 88.252.121 | 43,46%  | 92.083.286      | 45,34%          | 20.656.458      | 10,17%          | 1.227.642 | 0,60%    | 850.130   | 0,42%    |           |       | 203.080.756     |

Notas
1. ↑  Los censos de 1900, 1920 y 1970 no contaron a las personas por "raza"
2. ↑  En el censo de 1872, las personas se contaban según la autodeclaración, excepto los esclavos, que eran clasificados por sus dueños.
3. ↑  En el censo de 1940, se preguntó a las personas por su "color o raza"; si la respuesta no era "blanca", "negra" o "amarilla", se pedía a los entrevistadores que rellenaran el cuadro "color o raza" con una barra.
4. ↑  En el censo de 1950, la categoría "pardo" se incluía sola. Los amerindios eran contados como "pardos".
5. ↑  El censo de 1960 adoptó un sistema similar, incluyendo nuevamente explícitamente a los amerindios como "pardos".

## Etnografía
Brasil es un país multiétnico, con una historia que empieza con el asentamiento amerindio original y continúa con un fuerte proceso de colonización europea portuguesa, tras el descubrimiento de América, y una importante introducción de esclavos africanos para la productividad del Brasil colonial, así como la política de atracción de inmigrantes tras la independencia del país, esta última corriente inmigratoria proveniente principalmente de europeos y árabes, como en menor medida de asiáticos orientales. Todo lo anterior repercutió en una diversidad de aportes genéticos ancestrales, a lo cual se debe considerar, además, el alto grado de mestizaje entre todas estas poblaciones y sus componentes. Los estudios genéticos proporcionan evidencia de esta mixtura, fundamentalmente de una trirracialidad en la población brasileña, constituida en orden de importancia, primeramente por aportes europeos, seguidos de aportes africanos e indígenas:
| Promedios nacionales de herencia genética autosómica | Promedios nacionales de herencia genética autosómica | Promedios nacionales de herencia genética autosómica | Promedios nacionales de herencia genética autosómica |
| Estudio genético                                     | Aporte europeo                                       | Aporte africano                                      | Aporte indígena                                      |
| ---------------------------------------------------- | ---------------------------------------------------- | ---------------------------------------------------- | ---------------------------------------------------- |
| Oliveira, 2008                                       | 65,9%                                                | 24,8%                                                | 9,3%                                                 |
| Lins et al, 2009                                     | 77,1%                                                | 14,3%                                                | 11,5%                                                |
| Manta et al, 2013                                    | 59,9%                                                | 25,0%                                                | 15,1%                                                |
| Rodrigues et al, 2015                                | 62,0%                                                | 21,0%                                                | 17,0%                                                |

No obstante, tales aportes no son uniformes en el territorio: el aporte europeo tiende a ser mayor en el sur y el africano en el este del país, así como el mayor aporte indígena se encuentra hacia el norte y en el oeste del territorio brasileño, principalmente en la Amazonía:
| Rangos de herencia genética autosómica por región de Brasil | Rangos de herencia genética autosómica por región de Brasil | Rangos de herencia genética autosómica por región de Brasil | Rangos de herencia genética autosómica por región de Brasil |
| Región                                                      | Aporte europeo                                              | Aporte africano                                             | Aporte indígena                                             |
| ----------------------------------------------------------- | ----------------------------------------------------------- | ----------------------------------------------------------- | ----------------------------------------------------------- |
| Región Norte                                                | 51,0%—71,1%                                                 | 16,0%—21,3%                                                 | 10,7%—32,0%                                                 |
| Región Nordeste                                             | 60,0%—79,4%                                                 | 15,6%—25,6%                                                 | 9,9%—14,0%                                                  |
| Centro-Oeste                                                | 58,0%—66,3%                                                 | 18,7%—26,0%                                                 | 11,8%—16,0%                                                 |
| Región Sudeste                                              | 60,7%—79,9%                                                 | 14,1%—32,0%                                                 | 6,1%—12,0%                                                  |
| Región Sur                                                  | 74,0%—87,7%                                                 | 7,7%—15,0%                                                  | 5,2%—11,0%                                                  |

Respecto a la mixtura de estos aportes, el investigador Francisco Lizcano estimó, historiográficamente, que las proporciones de etnias y mixturas estarían constituidas por un 53,8% de criollos, un 39,1% de pardos, un 6,2% de afro-puros, un 0,5% de asiáticos orientales, y un 0,4% de nativos americanos.
Si bien porcentualmente la población indígena puede tener una menor representación dentro del país, la situación en términos absolutos cambia, debido al tamaño demográfico del país. Un estudio de la ONU sobre la población indígena en Latinoamérica estimó que había un 1,5 millones de indígenas viviendo en Brasil en 1992.

Brasil en grupos raciales y étnicos (censo 2022)
Brasileños pardos
Brasileños blancos
Brasileños negros
Brasileños indígenas

## Religión

Catedral de Brasilia.

Según datos del censo del año 2010, 64,6 % de los brasileños son católicos. Brasil tiene la población católica más numerosa del mundo, con más de 120 millones de seguidores. El número de protestantes ha crecido rápidamente y actualmente representa 24,2 % de la población.
Otras religiones son el espiritismo (2 %), las religiones afrobrasileñas (2 %), otras (2 %), además de las personas sin religión (1 %). La población judía en Brasil es de 100 mil de personas, principalmente en São Paulo y Río de Janeiro.
Las minorías están constituidas por los indígenas que conservan su religión y sus costumbres, especialmente en el Amazonas, tales como União do Vegetal y Santo Daime.
Como resultado de la esclavitud negra, algunos afrobrasileños practican creencias africanas como el animismo, el candomblé y la umbanda.
La llegada de inmigrantes de Asia trajo consigo la práctica de las siguientes religiones minoritarias: budismo, confucianismo, taoísmo, sintoísmo e islam, en aumento en el país.